# Associazione Sportiva Ambrosiana-Inter 1931-1932
Questa voce raccoglie le informazioni riguardanti l'Associazione Sportiva Ambrosiana-Inter nelle competizioni ufficiali della stagione 1931-1932.

## Stagione
Non riuscendo a far fronte ai debiti contratti in seguito al crollo delle tribune del campo di via Goldoni avvenuto nel 1930, Oreste Simonotti lasciò la presidenza dell'Ambrosiana e gli subentrò a fine dicembre 1931 il Generale Po, ovvero Ferdinando Pozzani. Questi, sollecitato dai più anziani soci dell'ex Internazionale, chiese subito al Direttorio Federale il cambio di denominazione della società dalla vecchia Associazione Sportiva Ambrosiana ad Associazione Sportiva Ambrosiana-Inter. Il cambio di nome fu reso noto dagli organi di stampa lunedì 25 gennaio 1932.

## Rosa
| N. |                      | Ruolo | Calciatore          |
| -- | -------------------- | ----- | ------------------- |
|    | Italia (bandiera)    | P     | Valentino Degani    |
|    | Italia (bandiera)    | P     | Bonifacio Smerzi    |
|    | Italia (bandiera)    | P     | Pietro Miglio       |
|    | Italia (bandiera)    | D     | Luigi Allemandi     |
|    | Italia (bandiera)    | D     | Giuseppe Ballerio   |
|    | Italia (bandiera)    | D     | Giovanni Bolzoni    |
|    | Italia (bandiera)    | D     | Antonio Perduca     |
|    | Italia (bandiera)    | D     | Silvio Pietroboni   |
|    | Italia (bandiera)    | D     | Edgardo Rebosio     |
|    | Italia (bandiera)    | C     | Armando Castellazzi |
|    | Argentina (bandiera) | C     | Atilio Demaría      |
|    | Italia (bandiera)    | C     | Pietro Serantoni    |

| N. |                    | Ruolo | Calciatore        |
| -- | ------------------ | ----- | ----------------- |
|    | Italia (bandiera)  | C     | Giuseppe Viani    |
|    | Italia (bandiera)  | C     | Piero Mariani     |
|    | Italia (bandiera)  | C     | Enrico Rivolta    |
|    | Italia (bandiera)  | C     | Silvano Bresadola |
|    | Italia (bandiera)  | C     | Rodolfo Negri     |
|    | Italia (bandiera)  | C     | Luigi Rizzi       |
|    | Italia (bandiera)  | A     | Giuseppe Meazza   |
|    | Italia (bandiera)  | A     | Umberto Visentin  |
|    | Uruguay (bandiera) | A     | Héctor Scarone    |
|    | Italia (bandiera)  | A     | Aurelio Biassoni  |
|    | Italia (bandiera)  | A     | Luigi Ferrero     |
|    | Italia (bandiera)  | A     | Leonida Lucchetta |